# Kivalo Soa Honko
 (septembre 2018).
Kivalo Soa Honko est un site écotouristique et de tourisme communautaire dans le fokontany Kivalo, au nord du district de Morondava, dans la région Menabe, à Madagascar.

## Écoprojet
Le projet est supporté par le WWF MDCO avec AGAMO (Association des guides agréés de Morondava) et la COBA (Communauté de Base) locale « agnala maitso tsy gny angn’olo ». Outre la présence de membres du WWF depuis 2014 dans le cadre du programme Explore, des volontaires participent à l'activité touristique dans le cadre du WWF. 
85% de sa surface est couverte par des mangroves, disposant ainsi d'une grande variété d’espèces d’oiseaux (d'où l’emblème du site, c'est-à-dire l’Ibis sacré), de reptiles, et de microcèbes. 

### Interventions d’AGAMO
Créé en 2015, AGAMO est le principal partenaire de WWF dans la réalisation de ce projet, notamment dans l'appointage de groupes prestataires chargés d'exploiter le site.
Depuis 2016, des membres du personnel tels que des guides locaux sont formés au recyclage en vue de diminuer au préalable l'impact écologique du site. 
Le site dispose de trois restaurants, répartis dans les trois villages, et de chalets écologiques.
En 2018, l’AGAMO achève la finition des infrastructures, organise une visite d’échange et organise l’ouverture officielle du site.

### Protection de la biodiversité
WWF collabore avec la COBA locale pour la gestion, la conservation et la protection des ressources naturelles dans le site. Chaque année, la COBA organise deux séances de restauration de la mangrove. Le site dispose des rangers « polisin’ala » qui patrouillent sur le site. 
Entre autres, le site dispose d’une réserve temporaire marine, pour assurer la durabilité de la filière de pêche locale et pour la protection des espèces marines.